# Finnsjöholmen, Raseborg
Finnsjöholmen är en ö i Finland. Den ligger i sjön Finnsjön och i kommunen Raseborg i den ekonomiska regionen  Raseborg  och landskapet Nyland, i den södra delen av landet, 70 km väster om huvudstaden Helsingfors. Öns area är 0,5 hektar och dess största längd är 150 meter i sydöst-nordvästlig riktning.